# Klassics – The Best of The Korgis
Klassics – The Best of The Korgis è il quinto album di raccolta del gruppo musicale britannico The Korgis, pubblicato nel 2001.

## Tracce
1. If I Had You – 3:54
2. Everybody's Got to Learn Sometime – 4:13
3. If It's Alright With You Baby – 4:01
4. That Was My Big Mistake – 4:35
5. Can't We Be Friends Now – 4:01
6. Young 'n' Russian – 3:12
7. I Just Can't Help It – 3:40
8. Art School Annexe – 3:37
9. Boots and Shoes – 4:32
10. O Maxine – 2:39
11. Silent Running – 3:05
12. Love Ain't Too Far Away – 3:29
13. Perfect Hostess – 3:21
14. Drawn and Quartered – 3:17
15. It's No Good Unless You Love Me – 3:22
16. Domestic Bliss – 3:15
17. Nowhere to Run – 5:17
18. Contraband – 3:18
19. All the Love in the World – 3:38
20. Living on the Rocks – 3:32